# Ginna Lindberg
Gertrud Ginna Maria Lindberg , född 29 augusti 1966 i Stockholm, är en svensk journalist. Hon har arbetat på Ekoredaktionen på Sveriges Radio sedan 1992 och har tillhört dess utrikesredaktion sedan mitten av 1990-talet, bland annat som utrikeschef 2005-2007. Mellan augusti 2007 och januari 2013 var Lindberg Sveriges Radios korrespondent i Washington, D.C. i USA, och hon efterträddes av Inger Arenander.
Lindberg blev därefter programchef på Ekot, vilket bland annat innebar att hon ansvarade för program som P1 Morgon, Studio Ett, Konflikt, Godmorgon världen samt Ekots lördagsintervju.
Mellan februari 2015 och augusti 2023 var Lindberg åter chef för Ekots utrikesredaktion. Hon tog initiativ till USA-podden som sände sitt första avsnitt den 3 februari 2016 (då under namnet USA-valpodden). Parallellt var hon Sveriges Radios USA-kommentator.
Från augusti 2023 är hon tillbaka som Sveriges Radios korrespondent i Washington, D.C..
Ginna Lindberg fick Radioakademins hederspris 2021 och Stora journalistpriset 2022.